# Foeniculum subinodorum
Foeniculum subinodorum är en flockblommig växtart som beskrevs av Maire Weiller och Ernst Wilczek. Foeniculum subinodorum ingår i släktet fänkålsläktet, och familjen flockblommiga växter. Inga underarter finns listade i Catalogue of Life.